# Sandro Key-Åberg
Gustav Sandro Key-Åberg, född 6 maj 1922 i Dresden i Tyskland, död 5 juli 1991 i Adolf Fredriks församling i Stockholm, var en svensk författare.

## Biografi
Key-Åberg föddes av svenska föräldrar i Dresden men växte upp på olika fosterhem, varav det första i Italien. Hans far lämnade modern och sonen och han växte senare upp på internat med lite kontakt med modern. Uppväxten återspeglas i hans författarskap. Han studerade vid teaterskola och debuterade 1950 med diktsamlingen Skrämdas lekar.
Sandro Key-Åberg experimenterade flitigt i sitt författarskap. I till exempel Bildade människor 1964, är alla texter utformade som bilder. Ett annat stilistiskt grepp var hans så kallade prator, ett slags vardagssamtal. Ett exempel på detta är  O-scenprator från 1965. Vid ett tillfälle skrev han för Författarcentrum en diskussionshandledning i hur man kan arbeta med poesi; Upptäcktsfärd i dikten.
Key-Åberg vistades långa tider i sin fritidsbostad i Lönneberga tillsammans med hustrun, konstnären Gudrun Key-Åberg. Efter hennes död 1982 gifte han om sig med Berit Roos. Han avled i cancer.
Sandro Key-Åberg är begravd på Norra begravningsplatsen utanför Stockholm.

### Samlade upplagor och urval
- Dikter 1947–1960. Den nya lyriken. Stockholm: Bonnier. 1962. Libris 1435656
- Dikter. Stockholm: Författarcentrum. 1968. Libris 829850

## Filmmanus
- 1968 – Lejonsommar
- 1968 – Het snö
- 1969 – Kameleonterna
- 1980 – Flygnivå 450

## Filmografi
- 1975 – Tjocka släkten (TV-serie)
- 1976 – Hallo Baby

## Teater

### Roller
| År   | Roll        | Produktion                           | Regi           | Teater                 |
| 1966 | Författaren | Nya Wermländingarne Sandro Key-Åberg | Christian Lund | Stockholms stadsteater |

## Priser och utmärkelser
- 1952 – Svenska Dagbladets litteraturpris
- 1954 – Albert Bonniers stipendiefond för yngre och nyare författare
- 1956 – Boklotteriets stipendiat
- 1958 – ABF:s litteratur- & konststipendium
- 1958 – Boklotteriets stipendiat
- 1962 – Stig Carlson-priset
- 1962 – Boklotteriets stipendiat
- 1965 – Tidningen Vi:s litteraturpris
- 1971 – Litteraturfrämjandets stipendiat
- 1972 – Ferlinpriset
- 1973 – Bellmanpriset
- 1973 – Carl Emil Englund-priset för På sin höjd
- 1976 – Litteraturfrämjandets stora pris
- 1983 – Doblougska priset
- 1987 – Illis Quorum